# Liste der Immobilien der Simon Property Group
Dieser Artikel listet die Immobilien der Simon Property Group auf.

## Einkaufszentren

### Innerhalb der USA

#### Malls
(Quelle )
| Name                                 | Standort                       | Besitzanteil [%] | Mietfläche [sq.ft] |
| ------------------------------------ | ------------------------------ | ---------------- | ------------------ |
| Apple Blossom Mall                   | Winchester (Virginia)          | 49,1             | 473.915            |
| Auburn Mall                          | Auburn (Maine)                 | 56,4             | 499.457            |
| Aventura Mall                        | Miami Beach (Florida)          | 33,3             | 2.121.769          |
| Barton Creek Square                  | Austin (Texas)                 | 100,0            | 1.450.714          |
| Battlefield Mall                     | Springfield (Missouri)         | 100,0            | 1.203.378          |
| Bay Park Square                      | Green Bay (Wisconsin)          | 100,0            | 690.651            |
| Brea Mall                            | Brea (Kalifornien)             | 100,0            | 1.281.227          |
| Briarwood Mall                       | Ann Arbor (Michigan)           | 50,0             | 978.824            |
| Brickell City Centre                 | Miami (Florida)                | 25,0             | 476.611            |
| Broadway Square                      | Tyler (Texas)                  | 100,0            | 612.733            |
| Burlington Mall                      | Burlington (Massachusetts)     | 100,0            | 1.258.310          |
| Cape Cod Mall                        | Hyannis (Massachusetts)        | 56,4             | 712.338            |
| Castleton Square                     | Indianapolis (Indiana)         | 100,0            | 1.381.091          |
| Cielo Vista Mall                     | El Paso (Texas)                | 100,0            | 1.245.079          |
| Coconut Point                        | Estero (Florida)               | 50,0             | 1.125.711          |
| College Mall                         | Bloomington (Indiana)          | 100,0            | 612.561            |
| Columbia Center                      | Kennewick (Washington)         | 100,0            | 763.262            |
| Copley Place                         | Boston (Massachusetts)         | 94,4             | 1.258.620          |
| Coral Square                         | Coral Springs (Florida)        | 97,2             | 945.009            |
| Cordova Mall                         | Pensacola (Florida)            | 100,0            | 934.785            |
| Dadeland Mall                        | Miami (Florida)                | 50,0             | 1.512.003          |
| Del Amo Fashion Center               | Torrance (Kalifornien)         | 50,0             | 2.524.194          |
| Domain, The                          | Austin (Texas)                 | 100,0            | 1.233.954          |
| Empire Mall                          | Sioux Falls (South Dakota)     | 100,0            | 1.170.052          |
| Falls, The                           | Miami (Florida)                | 50,0             | 708.042            |
| Fashion Centre at Pentagon City, The | Arlington (Virginia)           | 42,5             | 1.037.377          |
| Fashion Mall at Keystone, The        | Indianapolis (Indiana)         | 100,0            | 711.851            |
| Fashion Valley                       | San Diego (Kalifornien)        | 50,0             | 1.727.433          |
| Firewheel Town Center                | Garland (Texas)                | 100,0            | 996.231            |
| Florida Mall, The                    | Orlando (Florida)              | 50,0             | 1.727.256          |
| Forum Shops at Caesars Palace, The   | Las Vegas (Nevada)             | 100,0            | 675.991            |
| Galleria, The                        | Houston (Texas)                | 50,4             | 2.011.044          |
| Greenwood Park Mall                  | Greenwood (Indianapolis)       | 100,0            | 1.286.685          |
| Haywood Mall                         | Greenville (South Carolina)    | 100,0            | 1.252.401          |
| King of Prussia                      | King of Prussia (Pennsylvania) | 100,0            | 2.668.682          |
| La Plaza Mall                        | McAllen (Texas)                | 100,0            | 1.322.521          |
| Lakeline Mall                        | Cedar Park (Texas)             | 100,0            | 1.098.861          |
| Lehigh Valley Mall                   | Whitehall (Pennsylvania)       | 50,0             | 1.201.304          |
| Lenox Square GA                      | Atlanta (Georgia)              | 100,0            | 1.553.850          |
| Mall at Rockingham Park, The         | Salem (Boston)                 | 28,2             | 1.064.794          |
| Mall of Georgia                      | Buford (Georgia)               | 100,0            | 1.840.258          |
| Mall of New Hampshire, The           | Manchester (New Hampshire)     | 56,4             | 803.868            |
| McCain Mall                          | Little Rock (Arkansas)         | 100,0            | 789.303            |
| Meadowood Mall                       | Reno (Nevada)                  | 50,0             | 929.118            |
| Menlo Park Mall                      | Edison (New Jersey)            | 100,0            | 1.305.037          |
| Miami International Mall             | Miami (Florida)                | 47,8             | 1.081.905          |
| Midland Park Mall                    | Midland (Texas)                | 100,0            | 643.844            |
| Miller Hill Mall                     | Duluth (Minnesota)             | 100,0            | 833.485            |
| North East Mall                      | Hurst (Texas)                  | 100,0            | 1.645.006          |
| Northshore Mall                      | Peabody (Massachusetts)        | 56,4             | 1.581.268          |
| Ocean County Mall                    | Toms River (New Jersey)        | 100,0            | 886.584            |
| Orland Square                        | Orland Park (Illinois)         | 100,0            | 1.231.139          |
| Penn Square Mall                     | Oklahoma City (Oklahoma)       | 94,5             | 1.083.477          |
| Pheasant Lane Mall                   | Nashua (New Hampshire)         |                  | 979.595            |
| Phipps Plaza                         | Atlanta (Georgia)              | 100,0            | 942.275            |
| Plaza Carolina                       | Carolina (Puerto Rico)         | 100,0            | 1.156.472          |
| Prien Lake Mall                      | Lake Charles (Louisiana)       | 100,0            | 719,289            |
| Quaker Bridge Mall                   | Lawrenceville (New Jersey)     | 50,0             | 1.081.215          |
| Rockaway Townsquare                  | Rockaway (New Jersey)          | 100,0            | 1.246.098          |
| Roosevelt Field                      | Garden City (New York)         | 100,0            | 2.339.545          |
| Ross Park Mall                       | Pittsburgh (Pennsylvania)      | 100,0            | 1.234.391          |
| Santa Rosa Plaza                     | Santa Rosa (Kalifornien)       | 100,0            | 698.143            |
| Shops at Chestnut Hill, The          | Chestnut Hill (Massachusetts)  | 94,4             | 470.062            |
| Shops at Clearfork, The              | Fort Worth (Texas)             | 45,0             | 546.740            |
| Shops at Crystals, The               | Las Vegas (Nevada)             | 50,0             | 273.136            |
| Shops at Mission Viejo, The          | Mission Viejo (Kalifornien)    | 51,0             | 1.260.952          |
| Shops at Nanuet, The                 | Nanuet (New York)              | 100,0            | 757.953            |
| Shops at Riverside, The              | Hackensack (New Jersey)        | 100,0            | 726.571            |
| Smith Haven Mall                     | Lake Grove (New York)          | 25,0             | 1.250.324          |
| South Hills Village                  | Pittsburgh (Pennsylvania)      | 100,0            | 1.127.100          |
| South Shore Plaza                    | Braintree (Massachusetts)      | 100,0            | 1.591.529          |
| Southdale Center                     | Edina (Minnesota)              | 100,0            | 1.170.610          |
| SouthPark                            | Charlotte (North Carolina)     | 100,0            | 1.686.948          |
| Springfield Mall                     | Springfield (Pennsylvania)     | 50,0             | 610.116            |
| St. Charles Towne Center             | Waldorf (Maryland)             | 100,0            | 980.164            |
| St. Johns Town Center                | Jacksonville (Florida)         | 50,0             | 1.456.368          |
| Stanford Shopping Center             | Palo Alto (Kalifornien)        | 94,4             | 1.291.750          |
| Stoneridge Shopping Center           | Pleasanton (Kalifornien)       | 49,9             | 1.299.755          |
| Summit Mall                          | Akron (Ohio)                   | 100,0            | 779.066            |
| Tacoma Mall                          | Tacoma (Washington)            | 100,0            | 1.244.799          |
| Tippecanoe Mall                      | Lafayette (Indiana)            | 100,0            | 864.755            |
| Town Center at Boca Raton            | Boca Raton (Florida)           | 100,0            | 1.778.099          |
| Towne East Square                    | Wichita (Kansas)               | 100,0            | 1.157.209          |
| Treasure Coast Square                | Jensen Beach (Florida)         | 100,0            | 875.148            |
| Tyrone Square                        | St. Petersburg (Florida)       | 100,0            | 961.237            |
| University Park Mall                 | Mishawaka (Indiana)            | 100,0            | 918.663            |
| Walt Whitman Shops                   | Huntington Station (New York)  | 100,0            | 1.083.228          |
| West Town Mall                       | Knoxville (Tennessee)          | 50,0             | 1.288.634          |
| The Westchester                      | White Plains (New York)        | 40,0             | 804.894            |
| White Oaks Mall                      | Springfield (Illinois)         | 88,6             | 942.645            |
| Wolfchase Galleria                   | Memphis (Tennessee)            | 94,5             | 1.151.424          |
| Woodfield Mall                       | Schaumburg (Illinois)          | 50,0             | 2.153.078          |
| Woodland Hills Mall                  | Tulsa (Oklahoma)               | 94,5             | 1.236.178          |

#### Lifestyle Centers
| Name                    | Standort                    | Besitzanteil [%] | Mietfläche [sq.ft] |
| ----------------------- | --------------------------- | ---------------- | ------------------ |
| ABQ Uptown              | Albuquerque (New Mexico)    | 100,0            | 228.751            |
| Hamilton Town Center    | Noblesville (Indiana)       | 50,0             | 675.683            |
| Liberty Tree Mall       | Danvers (Washington)        | 49,1             | 862.079            |
| Northgate Station       | Seattle (Washington)        | 100,0            | 416.446            |
| Pier Park               | Panama City Beach (Florida) | 65,6             | 948.400            |
| University Park Village | Fort Worth (Texas)          | 100,0            | 171.083            |

#### Premium Outlets
| Name                                  | Standort                     | Besitzanteil [%] | Mietfläche [sq.ft] |
| ------------------------------------- | ---------------------------- | ---------------- | ------------------ |
| Albertville Premium Outlets           | Albertville (Minneapolis)    | 100,0            | 315.094            |
| Allen Premium Outlets                 | Allen (Texas)                | 100,0            | 548.443            |
| Aurora Farms Premium Outlets          | Aurora (Ohio)                | 100,0            | 271.249            |
| Birch Run Premium Outlets             | Birch Run (Michigan)         | 100,0            | 593.698            |
| Camarillo Premium Outlets             | Camarillo (Kalifornien)      | 100,0            | 691.550            |
| Carlsbad Premium Outlets              | Carlsbad (Kalifornien)       | 100,0            | 288.926            |
| Carolina Premium Outlets              | Smithfield (North Carolina)  | 100,0            | 438.730            |
| Charlotte Premium Outlets             | Charlotte (North Carolina)   | 50,0             | 398.368            |
| Chicago Premium Outlets               | Aurora (Illinois)            | 100,0            | 687.157            |
| Cincinnati Premium Outlets            | Monroe (Ohio)                | 100,0            | 398.957            |
| Clarksburg Premium Outlets            | Clarksburg (Maryland)        | 66,0             | 390.120            |
| Clinton Premium Outlets               | Clinton (Connecticut)        | 100,0            | 276.225            |
| Denver Premium Outlets                | Thornton (Colorado)          | 100,0            | 328.101            |
| Desert Hills Premium Outlets          | Cabazon (Kalifornien)        | 100,0            | 653.112            |
| Ellenton Premium Outlets              | Ellenton (Florida)           | 100,0            | 477.178            |
| Folsom Premium Outlets                | Folsom (Kalifornien)         | 100,0            | 298.818            |
| Gilroy Premium Outlets                | Gilroy (Kalifornien)         | 100,0            | 578.478            |
| Gloucester Premium Outlets            | Blackwood (New Jersey)       | 66,0             | 378.515            |
| Grand Prairie Premium Outlets         | Grand Prairie (Texas)        | 100,0            | 423.684            |
| Grove City Premium Outlets            | Grove City (Pennsylvania)    | 100,0            | 531.149            |
| Gulfport Premium Outlets              | Gulfport (Mississippi)       | 100,0            | 300.179            |
| Hagerstown Premium Outlets            | Hagerstown (Maryland)        | 100,0            | 485.646            |
| Houston Premium Outlets               | Cypress (Texas)              | 100,0            | 548.297            |
| Indiana Premium Outlets               | Edinburgh (Indiana)          | 100,0            | 548.297            |
| Jackson Premium Outlets               | Jackson (New Jersey)         | 100,0            | 378.015            |
| Jersey Shore Premium Outlets          | Tinton Falls (New Jersey)    | 100,0            | 285.595            |
| Johnson Creek Premium Outlets         | Johnson Creek (Wisconsin)    | 100,0            | 434.638            |
| Kittery Premium Outlets               | Kittery (Maine)              | 100,0            | 277.663            |
| Las Americas Premium Outlets          | San Diego (Kalifornien)      | 100,0            | 259.448            |
| Las Vegas North Premium Outlets       | Las Vegas (Nevada)           | 100,0            | 554.371            |
| Las Vegas South Premium Outlets       | Las Vegas (Nevada)           | 100,0            | 676.270            |
| Lee Premium Outlets                   | Lee (Massachusetts)          | 100,0            | 535.665            |
| Leesburg Premium Outlets              | Leesburg (Virginia)          | 100,0            | 224.717            |
| Lighthouse Place Premium Outlets      | Michigan City (Indiana)      | 100,0            | 478.218            |
| Merrimack Premium Outlets             | Merrimack (New Hampshire)    | 100,0            | 454.790            |
| Napa Premium Outlets                  | Napa (Kalifornien)           | 100,0            | 408.889            |
| Norfolk Premium Outlets               | Norfolk (Virginia)           | 65,0             | 179.427            |
| North Bend Premium Outlets            | North Bend (Washington)      | 100,0            | 189.132            |
| North Georgia Premium Outlets         | Dawsonville (Georgia)        | 100,0            | 540.672            |
| Orlando International Premium Outlets | Orlando (Florida)            | 100,0            | 774.234            |
| Orlando Vineland Premium Outlets      | Orlando (Florida)            | 100,0            | 657.454            |
| Petaluma Village Premium Outlets      | Petaluma (Kalifornien)       | 100,0            | 201.656            |
| Philadelphia Premium Outlets          | Limerick (Pennsylvania)      | 100,0            | 549.156            |
| Phoenix Premium Outlets               | Chandler (Arizona)           | 100,0            | 356.510            |
| Pismo Beach Premium Outlets           | Pismo Beach (Kalifornien)    | 100,0            | 147.603            |
| Pleasant Prairie Premium Outlets      | Pleasant Prairie (Wisconsin) | 100,0            | 402.408            |
| Pocono Premium Outlets                | Tannersville (Pennsylvania)  | 100,0            | 411.893            |
| Puerto Rico Premium Outlets           | Barceloneta (Puerto Rico)    | 100,0            | 353.171            |
| Queenstown Premium Outlets            | Queenstown (Maryland)        | 100,0            | 289.421            |
| Rio Grande Valley Premium Outlets     | Mercedes (Texas)             | 100,0            | 603.969            |
| Round Rock Premium Outlets            | Round Rock (Texas)           | 100,0            | 498.414            |
| San Francisco Premium Outlets         | Livermore (Kalifornien)      | 100,0            | 697.196            |
| San Marcos Premium Outlets            | San Marcos (Texas)           | 100,0            | 738.447            |
| Seattle Premium Outlets               | Tulalip (Washington)         | 100,0            | 554.515            |
| Silver Sands Premium Outlets          | Destin (Florida)             | 50,0             | 450,993            |
| St. Augustine Premium Outlets         | St. Augustine (Florida)      | 100,0            | 327.713            |
| St. Louis Premium Outlets             | St. Louis (Missouri)         | 60,0             | 351.174            |
| Tampa Premium Outlets                 | Lutz (Florida)               | 100,0            | 460.387            |
| Tanger Outlets – Columbus             | Sunbury (Ohio)               | 50,0             | 355.252            |
| Tanger Outlets – Galveston/Houston    | Texas City (Texas)           | 50,0             | 352.706            |
| Tucson Premium Outlets                | Marana (Arizona)             | 100,0            | 363.470            |
| Twin Cities Premium Outlets           | Eagan (Minnesota)            | 35,0             | 408.851            |
| Vacaville Premium Outlets             | Vacaville (Kalifornien)      | 100,0            | 447.309            |
| Waikele Premium Outlets               | Waipahu (Hawaii)             | 100,0            | 219.475            |
| Waterloo Premium Outlets              | Waterloo (New York)          | 100,0            | 421.919            |
| Williamsburg Premium Outlets          | Williamsburg (Virginia)      | 100,0            | 518.970            |
| Woodburn Premium Outlets              | Woodburn (Oregon)            | 100,0            | 389.414            |
| Woodbury Common Premium Outlets       | Central Valley (New York)    | 100,0            | 914.100            |
| Wrentham Village Premium Outlets      | Wrentham (Massachusetts)     | 100,0            | 672.864            |

#### The Mills
| Name                         | Standort                 | Besitzanteil [%] | Mietfläche [sq.ft] |
| ---------------------------- | ------------------------ | ---------------- | ------------------ |
| Arizona Mills                | Tempe (Arizona)          | 100,0            | 1.223.928          |
| Arundel Mills                | Hanover (Maryland)       | 59,3             | 1.939.328          |
| Colorado Mills               | Lakewood (Colorado)      | 37,5             | 1.365.062          |
| Concord Mills                | Concord (North Carolina) | 59,3             | 1.366.722          |
| Grapevine Mills              | Grapevine (Texas)        | 59,3             | 1.781.683          |
| Great Mall                   | Milpitas (Kalifornien)   | 100,0            | 1.368.208          |
| Gurnee Mills                 | Gurnee (Illinois)        | 100,0            | 1.877.539          |
| Katy Mills                   | Katy (Texas)             | 62,5             | 1.778.567          |
| Mills at Jersey Gardens, The | Elizabeth (New Jersey)   | 100,0            | 1.304.792          |
| Ontario Mills                | Ontario (Kalifornien)    | 50,0             | 1.421.635          |
| Opry Mills                   | Nashville (Tennessee)    | 100,0            | 1.174.649          |
| Outlets at Orange, The       | Orange (Kalifornien)     | 100,0            | 867.114            |
| Potomac Mills                | Woodbridge (Virginia)    | 100,0            | 1.553.956          |
| Sawgrass Mills               | Sunrise (Florida)        | 100,0            | 2.369.554          |

### Außerhalb der USA
| Name                                     | Standort     | Land           | Besitzanteil [%] | Mietfläche [sq.ft] |
| ---------------------------------------- | ------------ | -------------- | ---------------- | ------------------ |
| Parndorf Designer Outlet Phases 3 & 4    | Wien         | Österreich     | 90,0             | 118.000            |
| Premium Outlet Collection                | Edmonton     | Kanada         | 50,0             | 422.600            |
| Premium Outlets Montréal                 | Montréal     | Kanada         | 50,0             | 367.400            |
| Toronto Premium Outlets                  | Toronto      | Kanada         | 50,0             | 504.900            |
| Vancouver Designer Outlet                | Vancouver    | Kanada         | 45,0             | 326.000            |
| Giverny Designer Outlet                  | Vernon       | Frankreich     | 73,8             | 228.000            |
| Provence Designer Outlet                 | Miramas      | Frankreich     | 90,0             | 269.000            |
| Ochtrup Designer Outlet                  | Ochtrup      | Deutschland    | 70,5             | 191.500            |
| La Reggia Designer Outlet                | Marcianise   | Italien        | 90,0             | 344.000            |
| Noventa Di Piave Designer Outlet         | Venedig      | Italien        | 90,0             | 353.000            |
| Ami Premium Outlets                      | Ami          | Japan          | 40,0             | 315.000            |
| Fukaya-Hanazono Premium Outlets          | Fukaya       | Japan          | 40,0             | 296.300            |
| Gotemba Premium Outlets                  | Fukasawa     | Japan          | 40,0             | 659.500            |
| Kobe-Sanda Premium Outlets               | Kobe         | Japan          | 40,0             | 441.000            |
| Rinku Premium Outlets                    | Izumisano    | Japan          | 40,0             | 512.500            |
| Sano Premium Outlets                     | Sano         | Japan          | 40,0             | 390.800            |
| Sendai-Izumi Premium Outlets             | Sendai       | Japan          | 40,0             | 164.200            |
| Shisui Premium Outlets                   | Shisui       | Japan          | 40,0             | 434.600            |
| Toki Premium Outlets                     | Toki         | Japan          | 40,0             | 367.700            |
| Tosu Premium Outlets                     | Fukuoka      | Japan          | 40,0             | 328.400            |
| Busan Premium Outlets                    | Busan        | Südkorea       | 50,0             | 551.600            |
| Jeju Premium Outlets                     | Jeju         | Südkorea       | 50,0             | 92.000             |
| Paju Premium Outlets                     | Paju         | Südkorea       | 50,0             | 558.900            |
| Siheung Premium Outlets                  | Siheung      | Südkorea       | 50,0             | 444.400            |
| Yeoju Premium Outlets                    | Yeoju        | Südkorea       | 50,0             | 551.600            |
| Genting Highlands Premium Outlets        | Pahang       | Malaysia       | 50,0             | 277.500            |
| Johor Premium Outlets                    | Johor        | Malaysia       | 45,0             | 309.400            |
| Premium Outlets Punta Norte              | Mexiko-Stadt | Mexiko         | 50,0             | 333.000            |
| Premium Outlets Querétaro                | Querétaro    | Mexiko         | 50,0             | 274.800            |
| Roermond Designer Outlet Phases 2, 3 & 4 | Roermond     | Niederlande    |                  | 298.000            |
| Roosendaal Designer Outlet               | Roosendaal   | Niederlande    | 94,0             | 247.500            |
| Malaga Designer Outlet                   | Málaga       | Spanien        | 46,1             | 191.000            |
| Siam Premium Outlets Bangkok             | Bangkok      | Thailand       | 50,0             | 264.000            |
| Ashford Designer Outlet                  | Ashford      | Großbritannien | 45,0             | 281.000            |
| West Midlands Designer Outlet            | Cannock      | Großbritannien | 23,2             | 197.000            |

## Bürogebäude
(Quelle )
| Name                                  | Standort                 | Mietfläche [sq.ft] |
| ------------------------------------- | ------------------------ | ------------------ |
| Menlo Park Office Building            | Edison (New Jersey)      | 49.461             |
| Metro Tower at Pentagon City          | Arlington (Virginia)     | 0                  |
| Offices at Firewheel Town Center      | Garland (Texas)          | 998.129            |
| One Oxford Valley                     | Langhorne (Pennsylvania) | 120.000            |
| One Phipps Plaza                      | Atlanta (Georgia)        | 340.000            |
| Reliant Medical Group - Auburn Office | Auburn (Maine)           | 88.000             |
| The Offices at Clearfork              | Fort Worth (Texas)       | 131.324            |
| The Offices at Copley Place           | Boston (Massachusetts)   | 867.301            |
| The Offices at Dormain                | Austin (Texas)           | 0                  |

## Hotels und Wohngebäude
(Quelle )
| Name                                            | Standort                   |
| ----------------------------------------------- | -------------------------- |
| AC Hotel Atlanta Buckhead at Phipps Plaza       | Atlanta (Georgia)          |
| AC Hotel Fort Lauderdale Sawgrass Mills/Sunrise | Sunrise (Florida)          |
| AC Hotel Jacksonville St.Johns Town Center      | Jacksonville (Florida)     |
| AC Hotel Miami Dadeland                         | Miami (Florida)            |
| Hamton Inn & Suites Charlotte at South Park     | Charlotte (North Carolina) |
| Homewood Suites by Hilton Edina Minneapolis     | Edina (Minneapolis)        |
| Lantana at Round Rock                           | Round Rock (Texas)         |
| Metropolitan Appartements at Coral Square       | Coral Springs (Florida)    |
| Nobu Hotel Atlanta                              | Atlanta (Georgia)          |
| One Southdale Place                             | Edina (Minnesota)          |
| Residence Inn Long Island Garden City           | Garden City (New York)     |
| Residence Inn by Marriott at Northgate Station  | Seattle (Washington)       |
| The Westin Austin at The Domain                 | Austin (Texas)             |